# Budapest Voices
Budapest Voices ist eine ungarische A-cappella-Gruppe, die durch einen Schlagzeuger ergänzt wird.

## Bandgeschichte
Das Ensemble Budapest Voices wurde im März 2013 gegründet und besteht aus zwölf Sängerinnen und Sängern sowie einem Schlagzeuger. Die Gruppe singt Stücke von zeitgenössischen populären ungarischen Musikern, die von der künstlerischen Leiterin Zsuzsa Warnusz ausgewählt und arrangiert werden. Die Sänger und Sängerinnen stammen zu einem großen Teil aus dem Musikstudio in Kőbánya (Kőbányai Zenei Stúdió). Das erste Lied der Gruppe war Adjon az ég der Rockgruppe Tankcsapda. Weitere Stücke im Repertoire der Gruppe stammen von Quimby, Bori Péterfy, Pannonia Allstars Ska Orchestra, Magashegyi Underground, Anima Sound System und Kowalsky meg a Vega. Bei der Auswahl der Stücke spielen die Texte eine bedeutende Rolle, nicht nur die Popularität.
Im Jahr 2014 erschien das erste Album der Gruppe, Anfang 2016 das zweite mit dem Titel Finomra hangolva, dem ein kleines Kochbuch mit Rezepten der Musiker beigefügt war, Ende 2016 folgte das dritte. Im Dezember 2018 gab die Gruppe ein einstündiges Konzert in der Reihe Akusztik beim Fernsehsender Petőfi TV.

## Diskografie
- 2014: Alternatívák
- 2016: Finomra hangolva
- 2016: Kislemez